# Glypta aquila
Glypta aquila är en stekelart som beskrevs av Chiu 1965. Glypta aquila ingår i släktet Glypta och familjen brokparasitsteklar. Inga underarter finns listade i Catalogue of Life.